# Ravbarji
Ravbarji so bili eden od najstarejših rodov  kranjskih plemičev. Na Kranjskem je bil njihov izvorni grad Kravjek, ki je bil fevd koroških deželnih knezov, v najemu pa so ga imeli Ortenburžani in Celjski grofje. Kot začetnik viteškega rodu se omenja Matija okoli leta 1400, nato pa leta 1433 Friderik Ravbar, ki je grad prejel kot sekundarni fevdnik in v zastavo od Celjskih. V začetku 16. stoletja so se naselili tudi na območju Spodnje Avstrije, ena veja pa celo v Transilvaniji. Transilvanska družinska veja rodu je živela najdalje, kranjska, štajerska in avstrijska so izumrle do let 1850. Lenarta pl. Ravbarja in njegovega brata Nikolaja je cesar Maksimilijan I. Habsburški leta 1516 povzdignil v baronski stan in jima podelil naziv baron Plankenštanjski in Karlštetski, leta 1681 pa je bil naslov baronov potrjen za deden v avstrijskih dednih deželah.

## Zgodovina
Rod naj bi se izvorno imenoval Engelšalk, ki bi naj imel pravico, da v zameno za  darila in usluge koroškemu knezu po deželi nekaznovano ropa (nem.: rauben) in pleni. Zato naj bi se jih oprijelo ime „rauber“. Čeprav nimamo jasnih pisnih dokumentov, lahko iz viteških grbov ugotovimo, da so se konec 14. ali v začetku 15. stoletja na Dolenjskem z medsebojnimi porokami močno povezali s Črnomaljskimi vitezi. Listina Celjskih grofov iz leta 1433 nam dokazuje, da je vsaj od takrat na Kravjeku gospodaril vitez Friderik Ravbar. Njegov naslednik na Kravjeku je bil sin Jurij (1468) in nato njegov brat Baltazar (1478). Tretji brat Nikolaj Ravbar je bil zelo uspešen vojaški poveljnik in upravnik ter bil v letih 1477-81 glavar Trsta, od leta 1482 pa glavar grofije Pazin. Ta Nikolaj Ravbar je imel vsaj štiri sinove, Krištofa, Lenarta ter Mihaela in Nikolaja II, ki sta bila v bojih z Benečani zajeta. Nikolaj II. je bil kar 27 let glavar Trsta (1509-1536), za kar mu je ob koncu vdanega službovanja v času več vojn z Benetkami cesar Karel V. v začetku leta 1521  podelil v fevd grad Socerb s pripadajočim gospostvom in 2 mitnicami (mitnico Klanec), Muhov grad (grad Mokovo ali grad Mocco) in grad Črni kal. Krištof Ravbar je bil drugi ljubljanski škof in državnik, diplomat in vojaški strateg.  Bil je spreten upravitelj in sposoben pravnik, za zasluge v cesarski službi mu je dal Ferdinand I. Habsburški naslov in pravni položaj kneza (knezoškof). Tudi na podlagi te funkcije je bil v letih 1529 in 1530 tudi Deželni glavar Kranjske in Slovenske marke. Malo manj kot pol stoletja je bil močno povezan z življenjem na Slovenskem; upiral se je Benečanom, Turkom, naslonil se je na habsburško monarhijo, milo pa je nastopal zoper kmečke upornike.
Krištofov brat Lenart Ravbar je bil v tem času na dvoru cesarja Maksimilijana I. kot cesarjev svetovalec in vrhovni dvorni maršal. Cesar je tega Krištofovega brata in tretjega brata Nikolaja II. leta 1516 povzdignil v barona z naslovom "baron Plankenštajnski in Karlštetski" (Freiherr von Plankenstein und Carlstetten). Od leta 1532 do smrti je bil Krištof Ravbar tudi Deželni glavar in upravnik v Gornji Avstriji.

## Pomembnejše osebe tega rodu
- Lenart († 1521), gospod Plankenštajnski, Karlštetski in iz Dobre; cesar ga je skupaj z bratom Nikolajem leta 1516 povzdignil v barona z naslovom "baron Plankenštajnski in Karlštetski" (Freiherr von Plankenstein und Carlstetten).
- Andrej Eberhard Ravbar (* 1507; † 1575), je bil poznan kot nemški Herkules, cesarjev svetovalec in član vrhovnega dvornega vojnega sveta cesarja Maksimilijan II. Habsburški [3]
- Nikolaj (Nicolaus) Ravbar, glavar v Trstu (1477-1481) in  Pazinu,
- Gašpar Wolfgang Ravbar  († 1526), glavar v Trstu (1483-1486) (1493-1496) in  Pazinu ter na Reki (1483-84, 1490-96),
- Ivan Ravbar, glavar na Reki (1507-08, 1519-21),
- Nikolaj II. Ravbar, baron Plankensteinski, glavar v Postojni, na Krasu in Trstu (1509-1520) (1524-1536),
- Krištof Ravbar (* pred 1466; † 1536), Ljubljanski škof, deželni glavar Kranjske, Upravnik Spodnje Avstrije
- Adam Ravbar poveljnik kranjske deželne konjenice v bitki pri Sisku leta 1593;
- Ludvik baron Ravbar s Kravjeka (grad v današnji občini  Ivančna Gorica) (* 1776; † 1831), Komornik v Olomucu, zadnji član kranjske družinske veje baronov Ravbarjev[4]

## Posest v lasti in v fevdu

### Posestva naKranjskem
- Kravjek (Kranjska) (ok. 1400 - 1764)
- dvorec Kravjek (Kranjska)(1535 - 1698)
- Krumperk (Kranjska)(1517 - 1631)
- Školj (Kranjska)(1483 - 1569)
- Mali grad pri Planini (Kranjska)(1483 - 1569)
- Kozjak (Kranjska)(1611 - 1689)
- Socerb (Kranjska)(1521 - 1535)
- Črni kal (Kranjska)(1521 - 1535)
- Grundelj (Kranjska)(1650 - 1690)
- Kot (Kranjska)(1736 - 1780)
- dvorec Dragomelj (Kranjska)(1758 - 1797)
- dvorec Mengeš (Kranjska)(1779 - 1798)

### Posestva naKoroškem
- Frankenstain (Koroška)(1478 - 1572)
- Rinek (Reinegg) (Koroška)(1507 - 1629)
- Gornje Trušnje (Koroška)(1481 - 1483, 1544 - 1576, 1605 - 1629)

### Posestva naŠtajerskem
- Thalberg (Štajerska)(1565 - 1598)
- Ravbarjev dvorec (Rauberhof) v Gradcu (Štajerska)(pred 1490 - 1559)

### Posestva vSpodnji Avstriji
- Jaidhof (Spodnja Avstrija)(1515 - 1521)
- Plankenstein (Spodnja Avstrija)(1516 - 1559)
- Karlstetten (Spodnja Avstrija)(1516 - 1559)
- Krumau (Spodnja Avstrija) (1522 - 1601)
- Grub (Spodnja Avstrija)(1525 - 1558)
- Dobra (Spodnja Avstrija) (1533 - 1559)
- Petronell (Spodnja Avstrija) (1541 - 1573)

- dvor Auhof pri Pergu (Gornja Avstrija) (1430 - 1455)

## Spletne povezave
- Freydal: des Kaisers Maximilian I. Turniere und Mummereien; mit einer geschichtl. Einleitung. Wien, 1882, S. XCI link zu Universität Tübingen